# فاروك أموناتوف
فاروك أموناتوف Farrukh Amonatov لاعب شطرنج طاجكستاني يحمل لقب أستاذ كبير.
- ولد في 13 أبريل عام 1978 في دوشانبي.
- فاز بالعديد من دورات الشطرنج الدولية.
- وبرغم إقامته وتدريبه في موسكو إلا أنه يمثل طاجكستان في الدورات الدولية.
- فاز ببطولة آسيا تحت 20 سنة في عام 1992.
- اشترك في كأس العالم للشطرنج وهزم ميشال كرازينكوف في الجولة الأولى، لكنه هزم في الجولة الثانية على يد ماغنوس كارلسن.

## وصلات خارجية
- فاروك أموناتوف على موقع الاتحاد الدولي للشطرنج (الإنجليزية)
- فاروك أموناتوف على موقع مباريات الشطرنج (الإنجليزية)
- فاروك أموناتوف على موقع 365Chess.com (الإنجليزية)
- فاروك أموناتوف على موقع Chesstempo.com (الإنجليزية)
- فاروك أموناتوف سجل أولمبياد الشطرنج على موقع OlimpBase.org (الإنجليزية)